# Semih Kaplanoğlu
Semih Kaplanoğlu, né le 4 avril 1963 à İzmir (Turquie), est un réalisateur, scénariste et producteur turc.

## Biographie
Il est titulaire du haut diplôme de cinéma et d'audiovisuel de l'université du 9-Septembre (Dokuz Eylül Üniversitesi) depuis 1984.
À partir de 1987, il rédige de nombreux articles sur l'art et le cinéma dans la presse internationale. Il réalise son premier long-métrage Away From Home en 2000, sélectionné dans de nombreux festivals. Son second film, La Chute de l'ange (2004), récompensé par la Montgolfière d'or au Festival des 3 Continents de Nantes, reçoit un accueil critique et public favorable. Il réalise ensuite un triptyque, La Trilogie de Yusuf - qui est composée de Bal (Miel), Süt (Le Lait) et Yumurta (L'Œuf) - , dont le premier film (mais le dernier dans l'ordre prévu par l'auteur) est Yumurta, présenté à la Quinzaine des réalisateurs du Festival de Cannes. Miel, le dernier volet de sa trilogie, est couronné par l'Ours d'or du Festival de Berlin en 2010.

### Festivals
En 2013, il est membre du jury de la Cinéfondation et des courts métrages lors du Festival de Cannes 2013. 
En 2018, il est membre du jury du Festival international du film de Shanghai.
En 2019, il est membre du jury du Festival international du film de Moscou.

## Filmographie
- 2001 : Herkes Kendi Evinde (tr)
- 2005 : La Chute de l'ange (Meleğin düşüşü)
- 2007 : Yumurta
- 2008 : Le Lait (tr) (Süt)
- 2010 : Miel (Bal)
- 2017 : La Particule humaine (Buğday)
- 2019 : Bağlılık Aslı (tr)
- 2021 : Les Promesses d'Hasan (Baglilik Hasan)

## Récompenses et distinctions
- Montgolfière d'or au Festival des trois continents 2005 de Nantes pour La Chute de l'ange.
- Ours d'or au festival international du film de Berlin 2010 pour Miel.
- Grand Prix au Festival international du film de Tokyo 2017 pour La Particule humaine (Grain)[1].